# Guisande (Santa Maria da Feira)
Pour les articles homonymes, voir Guisande.
Guisande est une ancienne freguesia portugaise du district d'Aveiro appartenant à la municipalité de Santa Maria da Feira, de superficie 3,78 km2 et peuplé par 1,474 habitants en 2001.

## Histoire
La loi no 11-A/2013 du 28 janvier 2013, portant réorganisation administrative du territoire des freguesias, fusionne Guisande avec les paroisses voisines de Lobão, Gião et Louredo pour former l’União das freguesias de Lobão, Gião, Louredo e Guisande (dont le siège est à Lobão).